# Loccumer Vertrag
Als Loccumer Vertrag wird der zwischen dem Land Niedersachsen und den evangelischen Landeskirchen in Niedersachsen am 19. März 1955 geschlossene Vertrag bezeichnet. Die Bezeichnung bezieht sich auf den Unterzeichnungsort, das Kloster Loccum. Der Loccumer Vertrag wurde 1965 durch einen Ergänzungsvertrag modifiziert. Er gehört zur Gattung der Staatskirchenverträge.

## Inhalt des Vertrags
Der Loccumer Vertrag ist ein umfassender Vertrag zwischen Staat und den evangelischen Kirchen im Gebiet des Landes Niedersachsen, den Landeskirchen Hannover, Braunschweig, Oldenburg und Schaumburg-Lippe. Er unterscheidet sich insoweit von Verträgen, die nur eine bestimmte Materie regeln (etwa die Gefängnisseelsorge, Staatsleistungen etc.). Der Regelungsgehalt betrifft umfassend die gemeinsamen Angelegenheiten von Staat und Kirchen, wie etwa den Religionsunterricht, theologische Fakultäten, Anstaltsseelsorge, politische Klausel, Änderungen der Parochien, Kirchensteuer, Staatsleistungen usw. Daneben wurden die religionsspezifischen Freiheitsverbürgungen der Verfassung wiederholt (wie etwa Religionsfreiheit, Wirken in der Öffentlichkeit, diakonisches Handeln und kirchliches Selbstbestimmungsrecht) und auf einer vertraglichen Ebene bekräftigt.
Am gleichen Tag wurde zur Regelung der Durchführung noch eine Zusatzvereinbarung geschlossen, die Teil des Vertragswerk ist.
In einem Ergänzungsvertrag von 1965 wurden Bildungs- und Kulturfragen im Anschluss an die Regelungen des Niedersächsischen Konkordats von 1965 geklärt.

## Einzelne Regelungen des Vertrags

### Öffentlichkeitsauftrag der Kirchen – „Loccumer Formel“
In der Präambel des Vertrages erklären die Vertragspartner Übereinstimmung über den Öffentlichkeitsauftrag der Kirche und ihre Eigenständigkeit. Der Begriff vom Öffentlichkeitsanspruch der Kirche wurde nach dem Zweiten Weltkrieg von Rudolf Smend geprägt und im Sinne der damaligen Koordinationslehre ausgefüllt. Inhaltlich sollte diese später sog. Loccumer Formel der Kirche eine ethische, politische Wächterrolle und ein Widerstandsrecht gegen den Staat geben. Der Staat sollte entsprechend der bis Ende der 1960er Jahre vorherrschenden Koordinationslehre anerkennen, dass die Sichtweise der Kirchen in politischen Entscheidungen im Interesse des Gemeinwohls Gewicht haben solle. Weiterer Ausfluss der Koordinationslehre war die in der Loccumer Formel zum Ausdruck kommende Eigenständigkeit der Kirchen, d. h. diese waren nicht von einer staatlichen Gewährleistung abhängige Rechtssubjekte. Sie bestanden vielmehr unabhängig vom Staat und waren seiner Regelungsmacht nicht vollständig unterworfen; sie standen ihm eher auf gleicher Ebene denn als Rechtsunterworfene gegenüber.
Die Loccumer Formel hat in ihrer Reichweite mit Überwindung der Koordinationslehre Kritik und Neubewertung erfahren. Gleichwohl wurde sie weiter verwendet, etwa auch in den Kirchenverträgen der neuen Bundesländer in den 1990er Jahren und in der Brandenburgischen Verfassung. Der Öffentlichkeitsauftrag wird nicht mehr als ein politisches Wächteramt der Kirchen aufgefasst, sondern als Ausfluss der Meinungs- sowie der Bekenntnisfreiheit. Die Kirchen sollen sich entsprechend dieser Konzeption frei am gesellschaftlichen Leben beteiligen können. Die Loccumer Formel verarbeitet damit in den ostdeutschen Kirchenverträgen die Erfahrungen aus der DDR, wo die kirchliche Tätigkeit mannigfaltigen Beschränkungen und Diskriminierungen ausgesetzt war. Sie hat sich gewandelt von einer Beschreibung eines Gemeinwohlauftrags hin zu einer Freiheitsverbürgung der Kirchen.

### Politische Klausel
Die Kirchenverträge der Weimarer Zeit sahen bei Ernennung kirchenleitender Positionen staatliche Informationsrechte vor. Vor Besetzung bestimmter kirchlicher Ämter (z. B. Bischof) verpflichtete sich die Kirche zur Nachfrage bei der Landesregierung, ob gegen die Kandidaten für die Position Bedenken allgemein politischer Art bestehen. Mit den entsprechenden Regelungen war auch bereits zu Weimarer Zeit wegen der Regelung in Art. 137 WRV (Religionsgemeinschaften verleihen ihre Ämter ohne Mitwirkung des Staates) kein Vetorecht des Staates verbunden. Der Staat konnte ausdrücklich nur staatspolitische Einwände geltend machen, nicht jedoch parteipolitische oder kirchliche.
Der Loccumer Vertrag behält diese Tradition bei und regelt eine Nachfragepflicht der Kirche in Artikel 7. Die Regelung wird dahingehend verstanden, dass die Landesregierung Vorbehalte aus staatspolitischen Gründen geltend machen kann, wenn der Kandidat eine Fundamentalopposition zum Staat einnimmt. Nach Art. 7 Abs. 1 S. 2 gilt diese vorherige Informations- und Rückversicherungspflicht nicht in den Fällen, wo ein Amt durch die Synode mittels Wahl besetzt wird. Indem mittlerweile jedes kirchenleitende Amt durch die Synode vergeben wird, hat die politische Klausel keine praktische Bedeutung mehr.

### Triennium
Das sog. Triennium vereinbart traditionell die Voraussetzungen für die Berufung zum geistlichen Amt in der Kirche. Artikel 8 und 9 des Loccumer Vertrags bestimmen zu Voraussetzungen für die Anstellung:
- deutsche Staatsangehörigkeit
- Hochschulzugangsberechtigung
- mindestens dreijähriges theologisches Studium an einer deutschen staatlichen oder gleichgestellten österreichischen/schweizerischen Hochschule

Das Erfordernis der deutschen Staatsangehörigkeit geht zurück auf staatskirchliche Zeiten, als Pfarrer Staatsbeamte waren. Unter Geltung von Grundgesetz und europarechtlichen Diskriminierungsverboten ist diese Voraussetzung wohl rechtswidrig. Aufgrund der unbeschränkten, einvernehmlichen Dispensationsmöglichkeiten in Art. 8 Abs. 2 ist das Erfordernis der deutschen Staatsangehörigkeit praktisch nicht mehr bedeutsam.
Das letzte Kriterium dient der Sicherung der Auslastung der theologischen Fakultäten. Für diese soll nur solange eine Bestandsgarantie gelten, wie die Kirchen hier auch ihre späteren Amtsträger ausbilden lassen.
Die Regelungen über die notwendige Vorbildung soll auch den Gleichklang mit dem staatlichen Dienstrecht gewährleisten, indem eine ungefähre Äquivalenz des Pfarramts zum höheren Dienst in der öffentlichen Verwaltung (vgl. etwa § 13 BBG mit seinen Voraussetzungen) sichergestellt wird.

### Theologische Fakultäten
Im Bereich des Landes Niedersachsen wird durch Art. 3 der Fortbestand der theologischen Fakultäten garantiert. Die Berufung von Hochschullehrern sieht ein Stellungnahmeverfahren seitens der Landeskirchen vor, wobei nach dem Vertragstext die Landeskirchen an der Entscheidung nicht mitwirken, sondern nur eine Einschätzung abgeben können. Aufgrund der Bekenntnisbezogenheit von Forschung und Lehre in der theologischen Fakultät und der religiös-weltanschaulichen Neutralität des Staates steht den Kirchen gleichwohl eine Mitentscheidung zu, d. h. ohne ihr Einverständnis kann kein Hochschullehrer zur Ausbildung der angehenden Pfarrer berufen werden.
Im Loccumer Vertrag fehlt auch ein nachträgliches Beanstandungsrecht für Hochschullehrer. Eine entsprechende Befugnis, wie sie traditionellerweise in den katholischen Konkordaten vorzufinden ist, wird den evangelischen Kirchen gleichwohl aus verfassungsrechtlichen Gründen zugesprochen. Die religiös-weltanschauliche Neutralität und Bekenntnisbezogenheit gebietet, dass nur auf dem Boden von Bekenntnis und Lehre der evangelischen Kirche stehende Hochschullehrer an der Ausbildung der angehenden Pfarrer mitwirken. Anwendungsfall ist der Göttinger Theologe Gerd Lüdemann, der sich vom Christentum lossagte, daraufhin nicht mehr in die Theologenausbildung einbezogen wurde und nicht mehr Teil der theologischen Fakultät ist.

## Bedeutung
Der Loccumer Vertrag war der erste umfassende Vertrag zwischen dem Staat und einer Religionsgemeinschaft nach dem Zweiten Weltkrieg und unter Geltung des Grundgesetzes. Nach der ersten Hochphase in der Weimarer Zeit mit Abschluss des preußischen, bayerischen und badischen Kirchenvertrags wurde durch den Loccumer Vertrag die Zweckmäßigkeit und Notwendigkeit des Vertragsmittels auch unter Geltung des Grundgesetzes aufgezeigt. Auch unter den neuen Rahmenbedingungen des Grundgesetzes gab es somit einen vertraglichen Regelungsbedarf.
Der Loccumer Vertrag hatte Modellcharakter und Vorbildfunktion für die Staatskirchenverträge, die in der folgenden Zeit abgeschlossen wurden. Er bildete den Anfangspunkt der zweiten Phase der Staatskirchenverträge, die mit dem Abschluss des hessischen Kirchenvertrages 1965 ihr Ende fand. Diese Staatskirchenverträge waren angelehnt an die Formulierungen und Regelungen des Loccumer Vertrags. Insofern war der Loccumer Vertrag prägend für die Staatskirchenverträge bis zum Beginn der dritten Phase der Staatskirchenverträge, beginnend mit dem Wittenberger Vertrag aus 1993.
Im Unterschied zur Weimarer Zeit übernahm mit dem Loccumer Vertrag ein evangelischer Kirchenvertrag die Vorbildfunktion. Erst danach erfolgten (in Niedersachsen äußerst schwierige) Verhandlungen mit der katholischen Kirche zwecks Abschluss eines Konkordats auf Landesebene. Einerseits war die Möglichkeit eines Vertragsschlusses – anders als mitunter in der Weimarer Republik – mit den evangelischen Landeskirchen unbestritten. Auf der anderen Seite existierte keine dem Reichskonkordat vergleichbare bundesweite Regelung des Verhältnisses zwischen Staat und Landeskirchen auf evangelischer Seite. Die katholische Seite wollte keine das Reichskonkordat abwertende Vertragspraxis fördern und stand einem Neuabschluss entsprechend ablehnend gegenüber. Erst mit dem Konkordatsurteil des BVerfG änderte sich diese Haltung, indem die auf Bundesebene beschränkte Wirksamkeit des Reichskonkordates festgestellt wurde.
Die Regelungen des Loccumer Vertrags sind im Vergleich zu den Kirchenverträgen aus der Weimarer Zeit bereits weniger staatskirchlich ausgeprägt und beachten in umfangreicherem Maße die kirchliche Unabhängigkeit. Der Loccumer Vertrag und mit ihm generell das Mittel des Vertrages zwischen Staat und Religionsgemeinschaften wurde bis in die 1990er Jahre als Ausdruck der damaligen Koordinationslehre angesehen. Mit der Überwindung der Koordinationslehre schien auch das Mittel des Vertrags nicht mehr zeitgemäß zu sein. Mit den sich an die Wiedervereinigung anschließenden Vertragsabschlüssen zwischen den Religionsgemeinschaften und den neuen Bundesländern ist diese Einschätzung jedoch überholt. Mit Inkrafttreten des baden-württembergischen Kirchenvertrages 2008 bestehen im gesamten Bundesgebiet auf Länderebene vertragliche Regelungen zwischen Staat und evangelischer Kirche.